# Bagisara inusta
Bagisara inusta là một loài bướm đêm trong họ Noctuidae.